# یواس‌اس شلتون (دی‌دی-۷۹۰)
یواس‌اس شلتون (دی‌دی-۷۹۰) (به انگلیسی: USS Shelton (DD-790)) یک کشتی بود که طول آن ۳۹۰ فوت ۶ اینچ (۱۱۹٫۰۲ متر) بود. این کشتی در سال ۱۹۴۶ ساخته شد.